# Tagoropsiella murphyi
Tagoropsiella murphyi is een vlinder uit de familie nachtpauwogen (Saturniidae). De wetenschappelijke naam van deze soort is voor het eerst geldig gepubliceerd in 2000 door Bouyer.
De soort komt voor in tropisch Afrika.